# Plagiothecium platycladum
Plagiothecium platycladum là một loài rêu trong họ Plagiotheciaceae. Loài này được (Cardot) Broth. mô tả khoa học đầu tiên năm 1908.